# Détroit de Tucker
Le détroit de Tucker est un détroit des îles Kerguelen. Il sépare le Nord de Grande Terre de l'île Foch.

## Histoire
Lors de la Seconde Guerre mondiale, des mines y ont été déposées par le croiseur britannique Australia dans le but de rendre inutilisables les bons mouillages, ceci afin que les corsaires allemands ne puissent se servir des Kerguelen comme point d'appui.